# Isaac Froimovich
Isaac Froimovich Schejter (ur. 21 grudnia 1918 w Valparaíso, zm. 3 kwietnia 1988) – chilijski piłkarz wodny, olimpijczyk z Londynu w 1948.
Zagrał w reprezentacji Chile podczas letnich igrzysk olimpijskich w 1948. Jego drużyna po dwóch przegranych odpadła wówczas w 1. rundzie turnieju zajmując 13.–18. miejsce.
W latach 1978–1979 był przewodniczącym Komitetu Olimpijskiego Chile.